# Rumpi's muisspitsmuis
De Rumpi's muisspitsmuis (Myosorex rumpii)  is een zoogdier uit de familie van de spitsmuizen (Soricidae). De wetenschappelijke naam van de soort werd voor het eerst geldig gepubliceerd door Heim de Balsac in 1968.

## Voorkomen
De soort komt voor in Kameroen.